# April Pearson
April Janet Pearson (født 23. januar 1989) er en engelsk skuespillerinde, bedst kendt for rollen som Michelle Richardson i tv-serien Skins.